# 社会理工学研究科
社会理工学研究科（しゃかいりこうがくけんきゅうか：英名 Graduate School of Decision Science and Technology）は、経済学・統計学・教育学・公共政策学・社会学・経営学などを中心とする社会科学分野、心理学・言語学などの人文学分野、と工学・理学・情報科学を中心とする自然科学分野の共同研究・教育を目指した大学院教育・研究機関。2008年4月現在、国立大学では東京工業大学に設置されている。

## 東京工業大学大学院社会理工学研究科
東京工業大学大学院社会理工学研究科では、同大学建学以来の「世界トップレベルの理工系技術者の養成」という目的意識のもとに蓄積されてきた理工学の学問的財産を応用して、複雑化をさらに進める人文学・社会科学領域の問題に対してアプローチすることを目的としている。理工系の大学であることから、従来の文系専攻とは異なり、対象の問題に対して数理的・定量的・統計的に（すなわち工学のツールを用いて）アプローチすることが特徴である。
同研究科には以下の4専攻が設置されている。
得られる学位は、修士（工学、理学、学術）、博士（工学、理学、学術）のいずれかである。
- 人間行動システム専攻
- 価値システム専攻
- 社会工学専攻
- 経営工学専攻

「人間行動システム専攻」では、統計・計量分析、情報科学（コンピューター）をツールに、主に教育政策・心理学・社会学などの分野に対して数理的・定量的にアプローチすることを目的とした研究・教育が行なわれている。

「価値システム専攻」では、哲学・数学という2つの究極的な言語体系に関して徹底的な訓練を受け、それをもとに、社会システム設計に関わる高度で精深な教養と問題解決能力を涵養することを目的とした研究・教育が行なわれている。
「社会工学専攻」では、経済政策や公共政策を数理的・定量的にとらえ、主に経済学を中心とする社会科学や、環境問題などの文理融合分野に対する政策提言を目指した研究・教育が行なわれている。
「経営工学専攻」では、ビジネスにおいて不可欠な能力論理的思考力、システム的思考力、情報処理技術、情報獲得技術、こういった思考力、技術を持った人材を養成することを目的に研究・教育が行なわれている。
2008年現在、単位互換制度を一橋大学大学院経済学研究科および慶應義塾大学大学院経済学研究科と締結し、学生の相互交流が行なわれている。

## 著名な教員
- 室田真男：教育工学
- 今田高俊：社会学
- 橋爪大三郎： 社会学
- 上田紀行：文化人類学
- 渡辺利夫： 経済政策（開発経済学） 現拓殖大学学長
- 赤間啓之：哲学